# Henschel/SSW EL 4
Die elektrischen Tagebaulokomotiven Henschel/SSW EL 4 wurden bei Henschel und SSW in der Zeit von 1935 bis 1956 in 102 bekannten Exemplaren gefertigt, davon vierzehn Exemplare vor dem Zweiten Weltkrieg.
Die Lokomotiven sind von den zahlreichen gefertigten Tagebaulokomotiven in Spurweite 900 mm vor dem Zweiten Weltkrieg die größten und schwersten. Sie waren als Kriegselektrolokomotiven (KEL 4) eingestuft und konnte auch während des Krieges gebaut werden. Die weiteren 88 Lokomotiven wurden ab 1948 bis 1956 komplettiert. Von diesen Nachbaulokomotiven sind fünf Fahrzeuge erhalten geblieben: eine beim Eisenbahnmuseum von Rheinbraun in Alt-Hürth, zwei beim Hessischen Braunkohlemuseum im ehemaligen Kraftwerk Borken, eine im Technik-Museum Speyer und eine im Deutschen Technikmuseum in Berlin.

## Geschichte

### Vorgeschichte

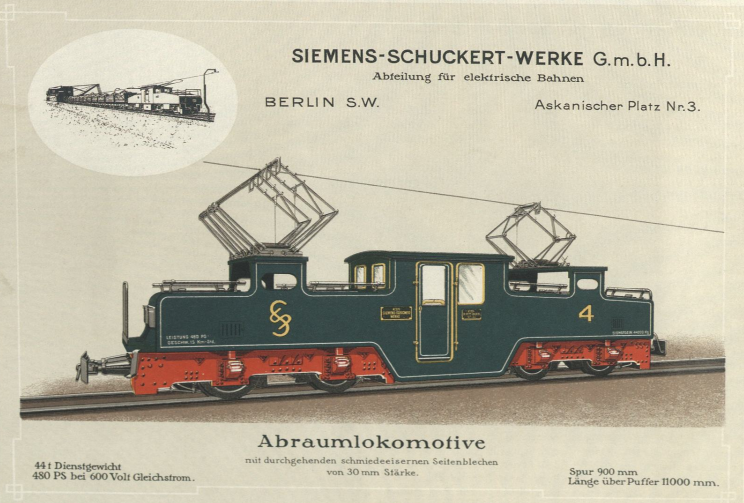
SSW-Tagebaulokomotive aus dem Jahr 1925

Schon 1907 wurden an den Tagebau Phönix erste Lokomotiven mit vier einzeln angetriebenen Achsen und der Bauform mit tief gelegenen mittlerem Führerstand und zwei Vorbauten geliefert. Die elektrische Ausrüstung für die damals mit 600 V Gleichspannung betriebenen Fahrzeuge stammte von den Siemens-Schuckertwerken oder der AEG, die mechanische Ausstattung zuerst von Borsig. Ab den 1930er Jahren fertigte auch Henschel vermehrt Tagebaulokomotiven. Der Hersteller stellte ein Programm von acht Typen vierachsiger Lokomotiven für die Spurweite von 900 mm mit unterschiedlichen Masse- und Leistungsdaten auf.
Als letzte, stärkste und größte Variante wurden 1935 für die Riebeckschen Montanwerke aus dieser Modellreihe für die Grube v. d. Heydt geliefert (fünf Lokomotiven mit den Fabriknummern Henschel 22658–22663), die daraufhin nach Henschelscher Tradition den Typennamen v. d. Heydt erhielt.
Bis 1945 wurden weitere Lokomotiven dieser Modellreihe geliefert. Das waren 1939 für die DEA Deutsche Erdöl AG Regis acht Lokomotiven mit den Fabriknummern 24426-25432, drei Lokomotiven für die Preussag im Grubenbetrieb für das Kraftwerk Borken mit den Fabriknummern 26100–26102 und zehn Lokomotiven für den Tagebau Profen.
Henschel hat diese Lokomotivreihe typisiert. Die daraufhin gefertigten Maschinen erhielten die Bezeichnung EL 4. Diese Lokomotiven sind gegenüber der Ursprungsvariante etwas kantiger gestaltet und mit einer elektrischen Ausrüstung für das Spannungssystem von 1200 V Gleichspannung ausgerüstet. Außerdem änderten sich Drehzapfenabstand, Drehgestellradstand und Gesamtradstand. Die Lokomotiven wurden als Kriegslokomotive mit der Bezeichnung KEL 4 eingestuft und konnten während des Zweiten Weltkrieges gefertigt werden. Von den bis 1945 gefertigten Lokomotiven ist heute (2024) die Lokomotive Henschel 26100 der Preussag als Denkmal am Kraftwerk Borken erhalten.

### Nachkriegsgeschichte
Nach 1945 wurden Anlagen der DEA im Zuge von Reparationen an die Sowjetunion demontiert. Die Reparationen betrafen auch 28 Elektrolokomotiven. Eine Typenreihe in der UdSSR, die der EL 4 entsprechen könnte, ist bei den Elektrolokomotiven der staatlichen SZD nicht vorhanden, so dass sie vermutlich bei Industriebetrieben eingesetzt wurden. Aufgrund der Staatenteilung DDR/BRD konnten keine Lokomotiven aus den Restbeständen mehr gefertigt werden, auch waren keine Ersatzteile mehr vorhanden. Daher wurde in der DDR ein eigener Loktyp mit der Baureihe LEW EL 3 mit ähnlichen Parametern entwickelt. Spätestens in den 1950er Jahren wurden noch vorhandene Lokomotiven mit 1100 V Netzspannung auf 1200 V umgestellt.
Nach 1945 wurden die EL 4 im Gebiet um Borna, und dem Tagebau Profen eingesetzt. Die Lokomotiven waren dort bis in die 1960er Jahre unentbehrlich. Als genügend LEW EL 3 vorhanden waren, wurden die Altbaulokomotiven nur noch im Hilfsfahrdienst wie beim Gleisrücken oder im Werkspersonenverkehr verwendet. Die letzten Altbaulokomotiven waren bis Mitte der 1970er Jahre im Einsatz.
An die Kohlebahn des Kraftwerkes Borken wurden nach dem Krieg noch 15 Lokomotiven des Typs geliefert, die auf der Förderbahn für das Kraftwerk eingesetzt  wurden und gelb lackiert waren. Von diesen Maschinen hatten acht eine elektrische Ausrüstung von BBC mit den Fabriknummern BBC 5554–5561. Die Lokomotiven waren bis 1991 im Einsatz und wurden dann ausgemustert. Drei Lokomotiven sind erhalten geblieben: die Lok Henschel 25219 steht heute im Deutschen Technikmuseum in Berlin, die Lok Henschel 25220 steht im Technik-Museum Speyer und die Lokomotive Henschel 29787 ist im Braunkohlemuseum der Stadt Borken erhalten.
Ein Großabnehmer für die Lokomotiven war die Rheinischen Braunkohlenwerke, die auf ihren 900-mm-Strecken (speziell der Hambachbahn um Knapsack) 29 Lokomotiven einsetzten. Bereits Mitte der 1960er Jahre mussten die ersten den Dienst quittieren. Die Loks 1039 und 1040 gingen 1965 an die Braunschweigische Kohlen-Bergwerke und erhielten dort die Nummern 106 und 107. Im Mai 1988 endete der dortige Schmalspurbetrieb, als die Lokomotive 1041 den letzten Kohlezug fuhr. Eine der letzten einsatzfähigen Lokomotiven war die Lokomotive 1043. Die Lokomotive 1036 (Henschel 26515) steht als Denkmal im Eisenbahnmuseum von Rheinbraun in Alt-Hürth.

## Technik
Der mechanische Teil wurde von Henschel und die elektrische Ausrüstung für den Großteil der Lokomotiven von SSW gebaut. Acht Lokomotiven hatten eine elektrische Ausrüstung von BBC. Die Lokomotiven waren auf Grundlage der Einsatzfälle der vorherigen Grubenlokomotiven mit stärkerer elektrischer Ausrüstung geschaffen und wurden dementsprechend schwerer. Sie wurden in Nietkonstruktion erstellt, die bis zu den letzten gebauten Exemplaren beibehalten wurde und zeigen die damals typische Konstruktion der Tagebaulokomotiven mit tief heruntergezogenen Führerhäusern, die damals noch ausschließlich den Kohlen- und Abraumtransport von den Baggern zu den Endverbrauchern durchführten. Nach den ersten ausgelieferten Lokomotiven führte der Hersteller eine Standardisierung durch, wodurch das Äußere etwas kantiger wurde. Das sieht man besonders auf Fotos von den letzten eingesetzten Lokomotiven in der DDR, die noch das ursprüngliche Äußere besaßen.
Die Elektrik der Loks war eine klassische Gleichstromtechnik, wo über die elektrische Spannung von der Fahrleitung über den Nockenfahrschalter mit der Widerstandssteuerung die elektrischen Fahrmotoren angetrieben wurden, die als Reihenschlussmaschinen ausgeführt waren. Die Stromabnehmer waren als zwei Haupt- und vier Seitenstromabnehmer ausgeführt, durch letztere konnte der Zug vom Bagger aus gesteuert werden. Der Nockenfahrschalter war mittig im Führerhaus angeordnet. Für die Bremsanlage und die zum Kippen der Abraumwagen benötigte Druckluft waren zwei Kompressoren vorhanden, die erzeugte Luft wurde in zwei Behältern gespeichert. Elektromechanische Schütze schalteten die Hilfsbetriebemotoren. Die Steuer- und Beleuchtungsspannung betrug 24 V.

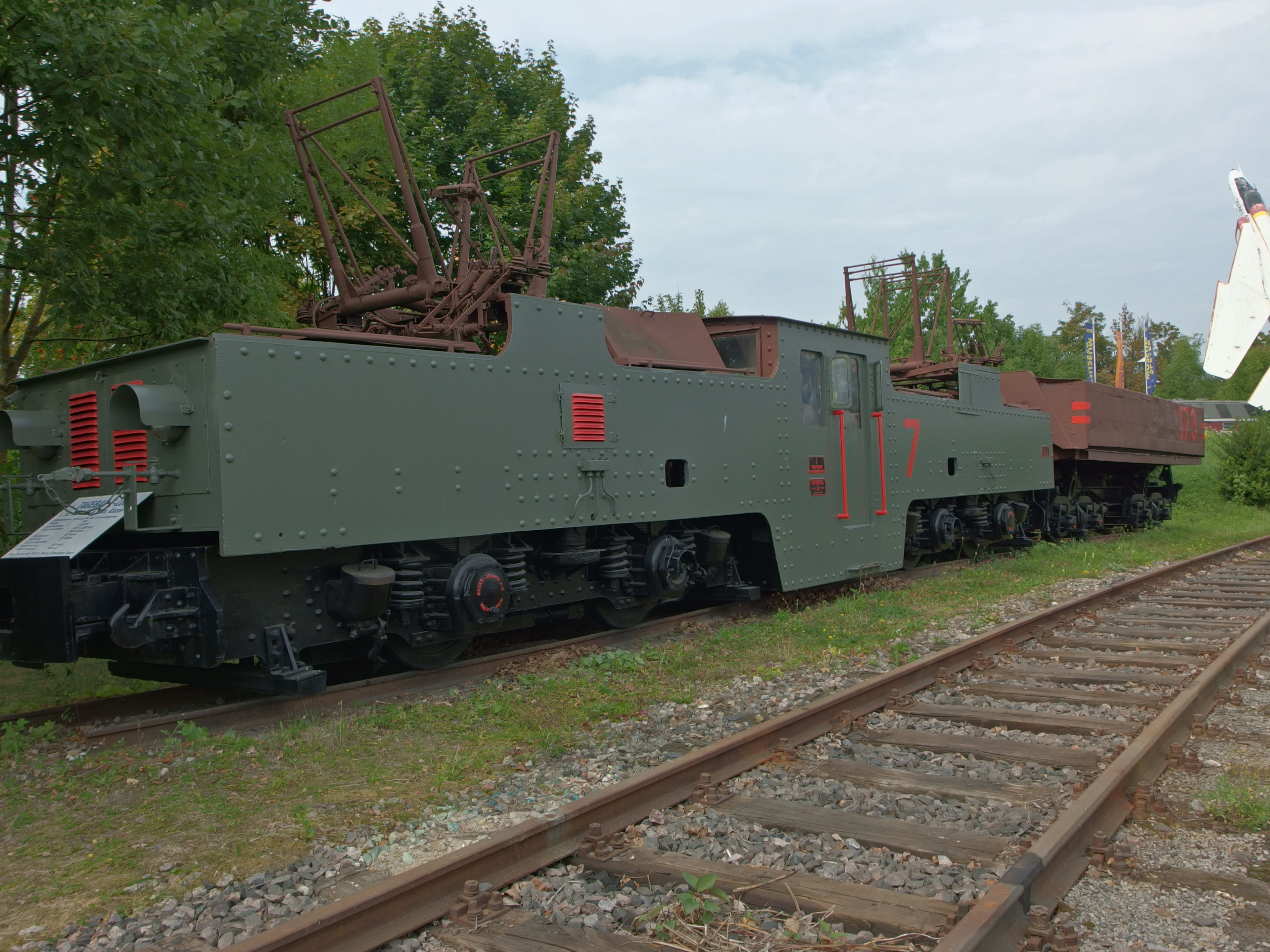
Erhaltene Lokomotive im Technik-Museum Speyer
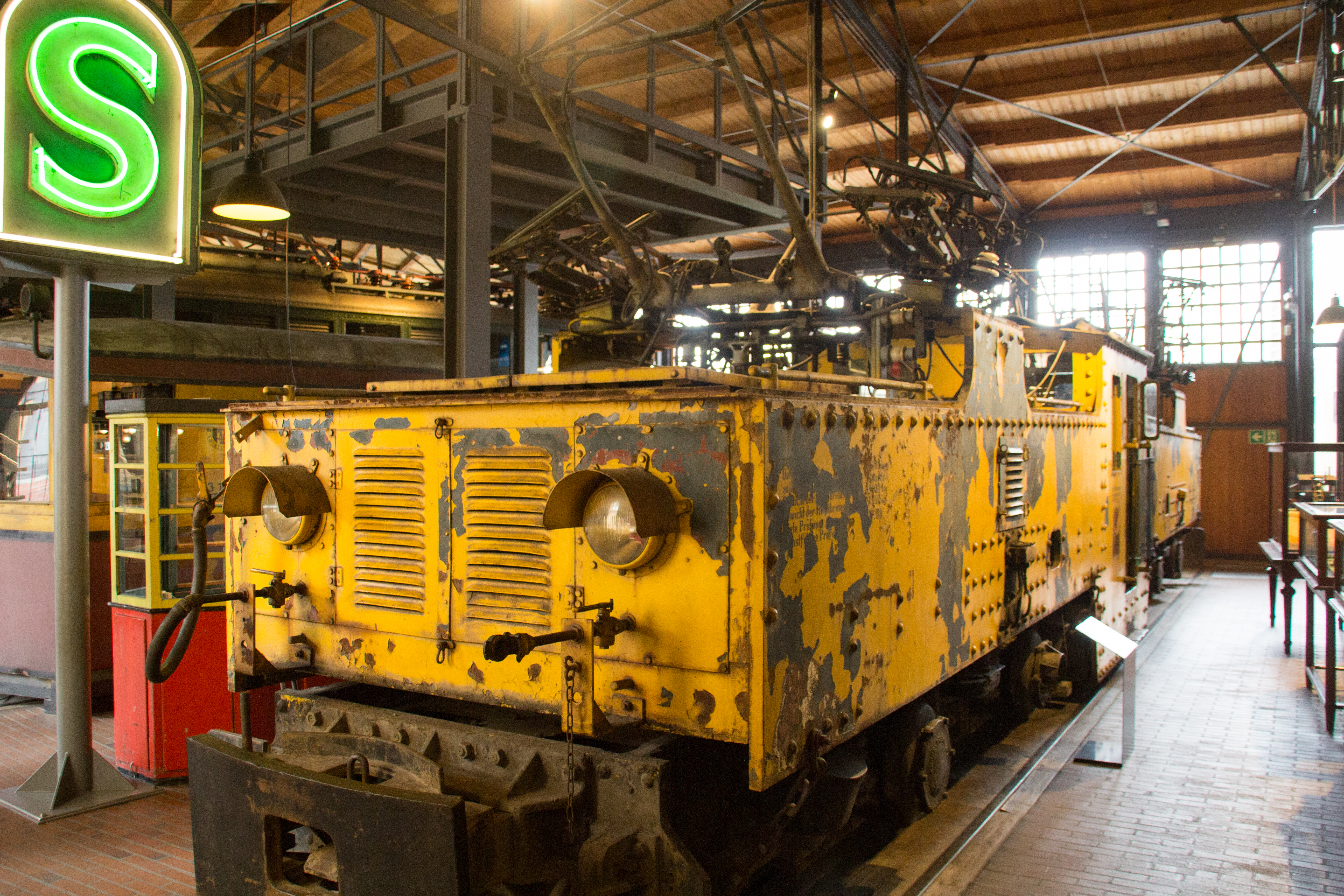
Erhaltene Lokomotive im Deutschen Technikmuseum
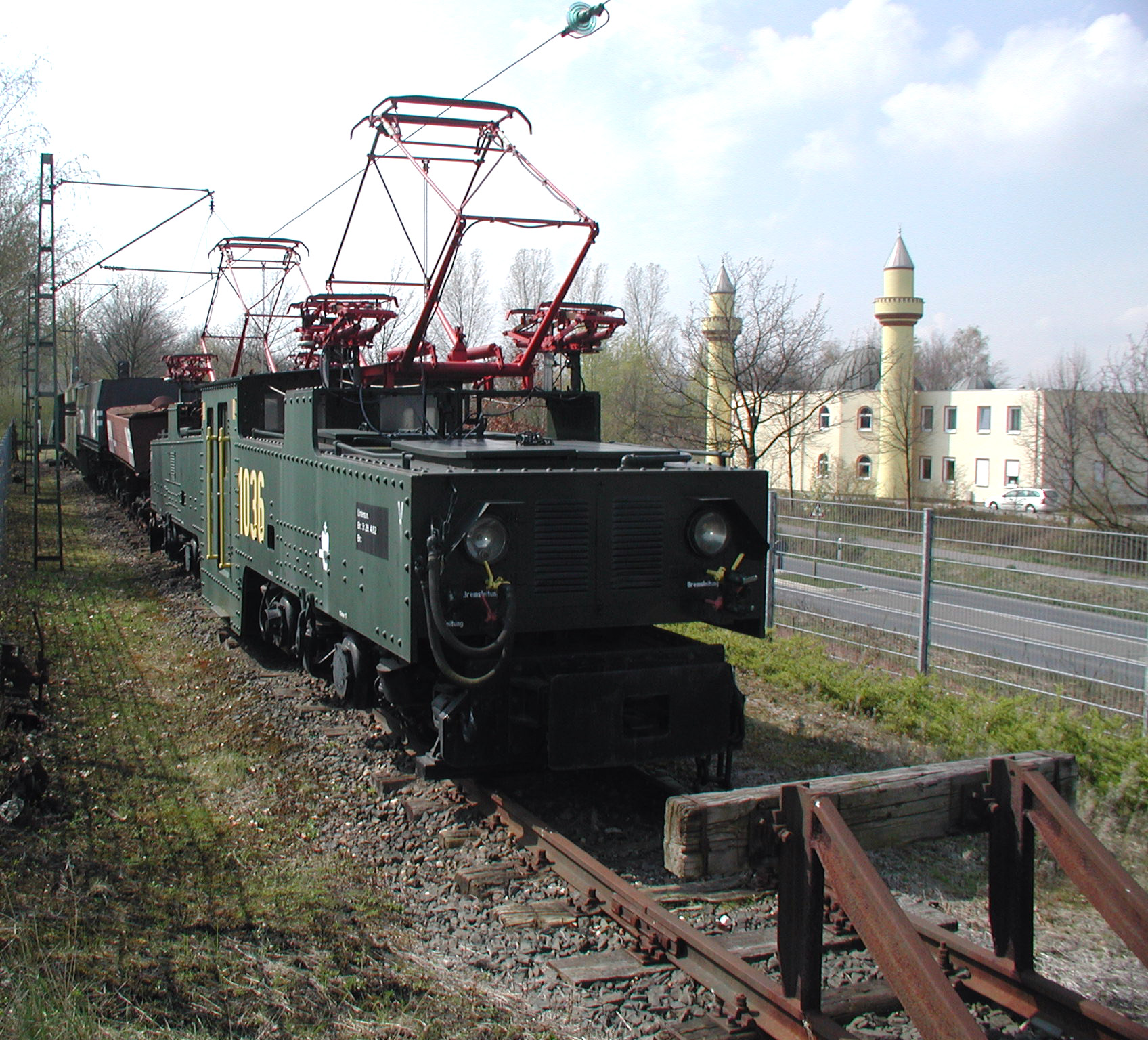
Erhaltene Lokomotive Rheinbraun 1036 im Industriepark Hürth